# Zmeuret, Prahova
Zmeuret (în trecut, și Smeuretu) este un sat în comuna Starchiojd din județul Prahova, Muntenia, România.
 Acest articol despre o localitate din județul Prahova este deocamdată un ciot. Puteți ajuta Wikipedia prin completarea lui.

Are la bază satele Bătrâni și Starchiojd.